# Filikí Etería

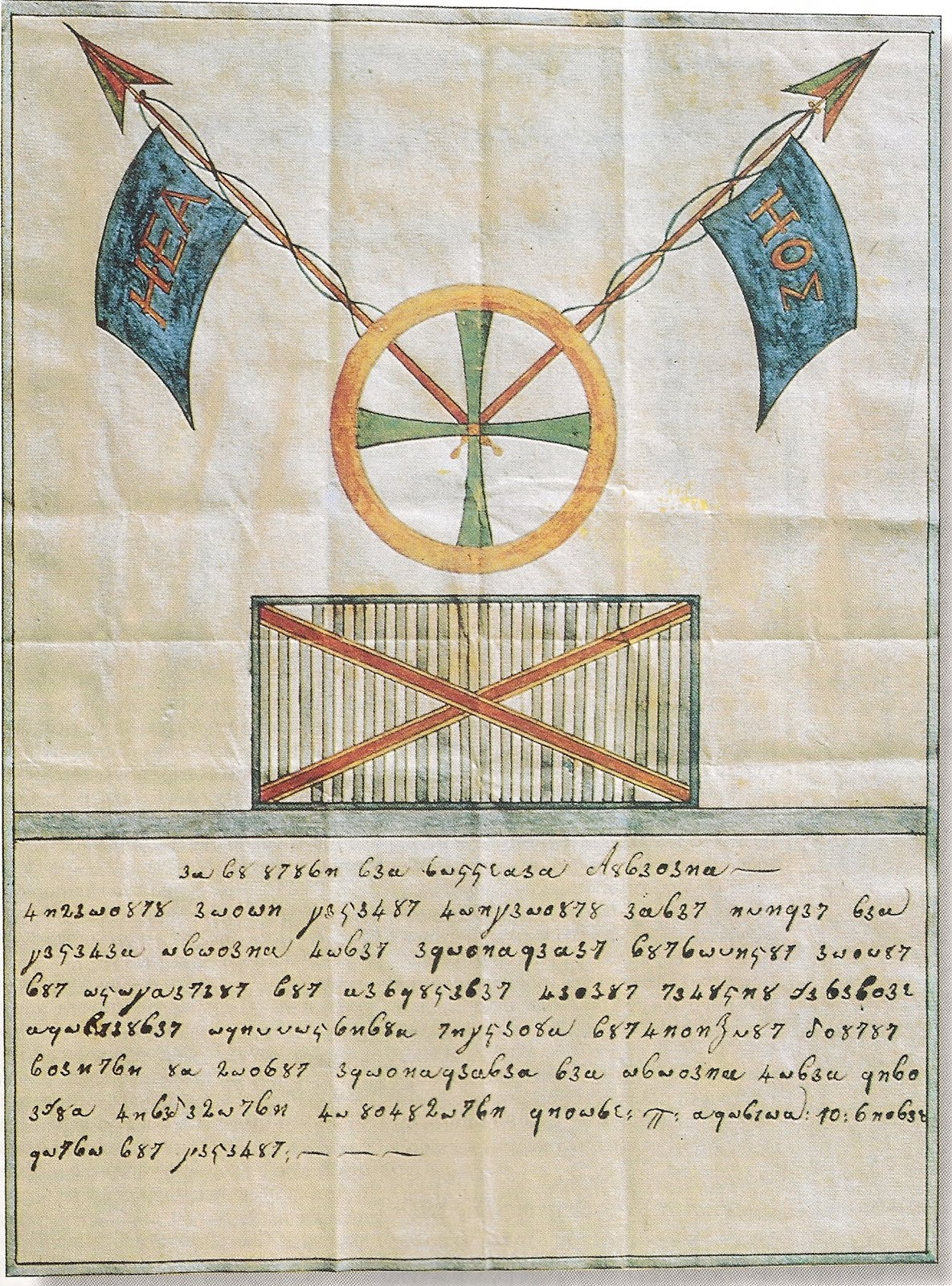
Emblema della Filikí Etería.
Il drappo esibisce l'abbreviazione del motto della società, che è tutt'oggi quello della Grecia: «», «Libertà o morte.»

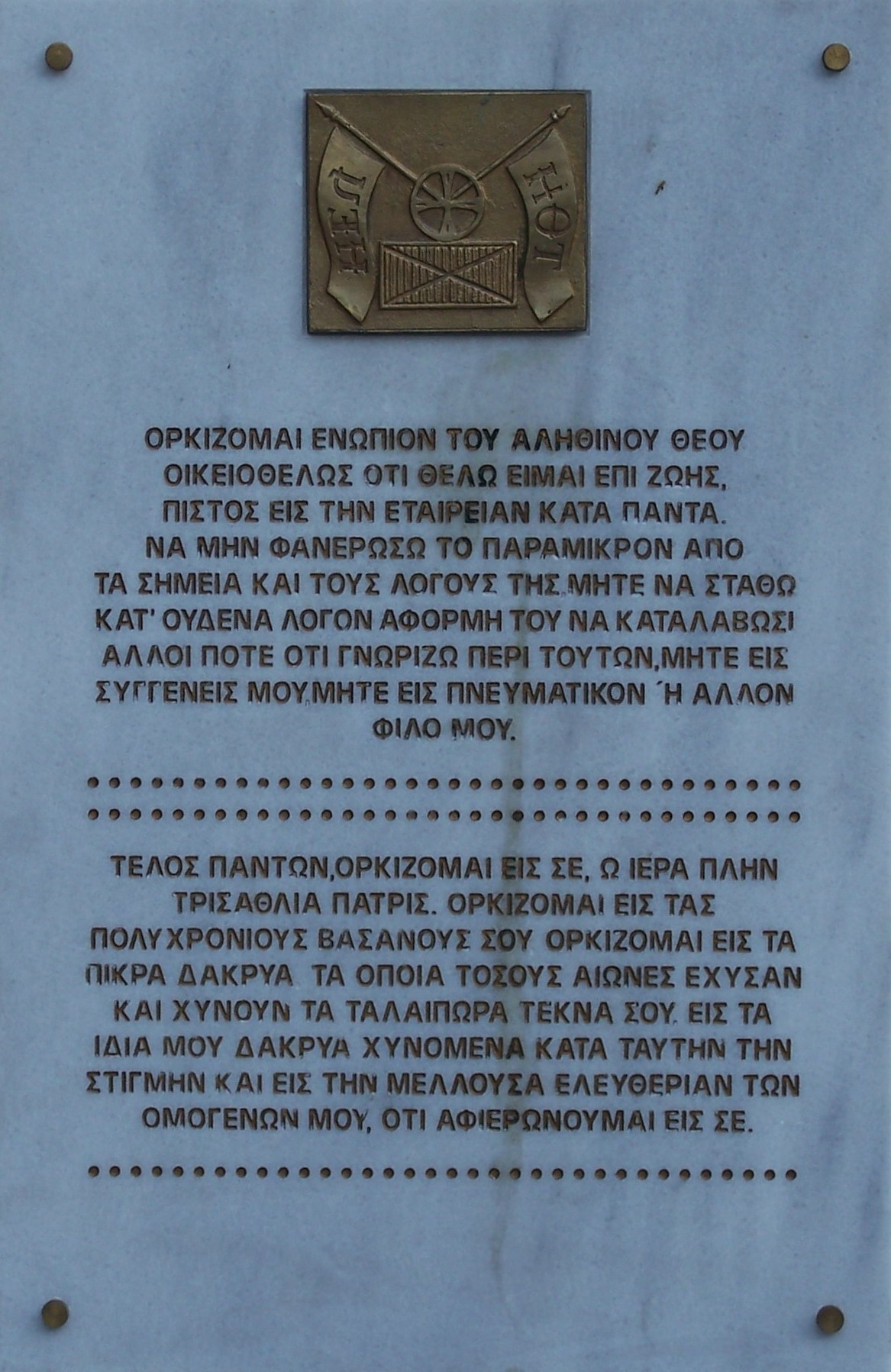
Il giuramento iniziatico dei membri dell'Eteria:
«Giuro davanti al vero Dio, in totale libertà, che voglio essere, per tutta la mia vita, completamente fedele alla Società degli Amici. [Giuro] di non rivelare neanche il più piccolo tra i simboli. [...] Infine, giuro per te, santa ma miserevole Patria, giuro per i tuoi secolari tormenti, giuro sulle amare lacrime amare nelle quali i tuoi figli hanno vissuto per tanti secoli. Giuro sulle mie stesse lacrime che ora scendono e sulla futura libertà dei Greci, che io mi consacro a te».
Epigrafe da un monumento nel quartiere Kolonaki di Atene.

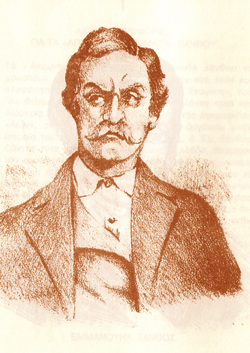
Nikólaos Skoúphas, socio fondatore della Filikí Etería

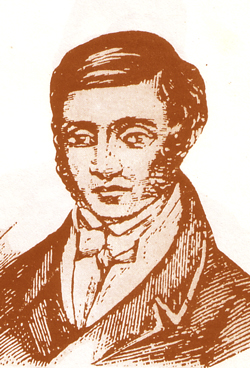
Athanásios Tsákalov, socio fondatore della Filikí Etería

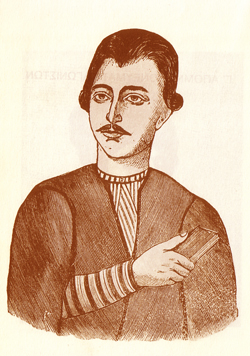
Emmanuel Xánthos, socio fondatore della Filikí Etería

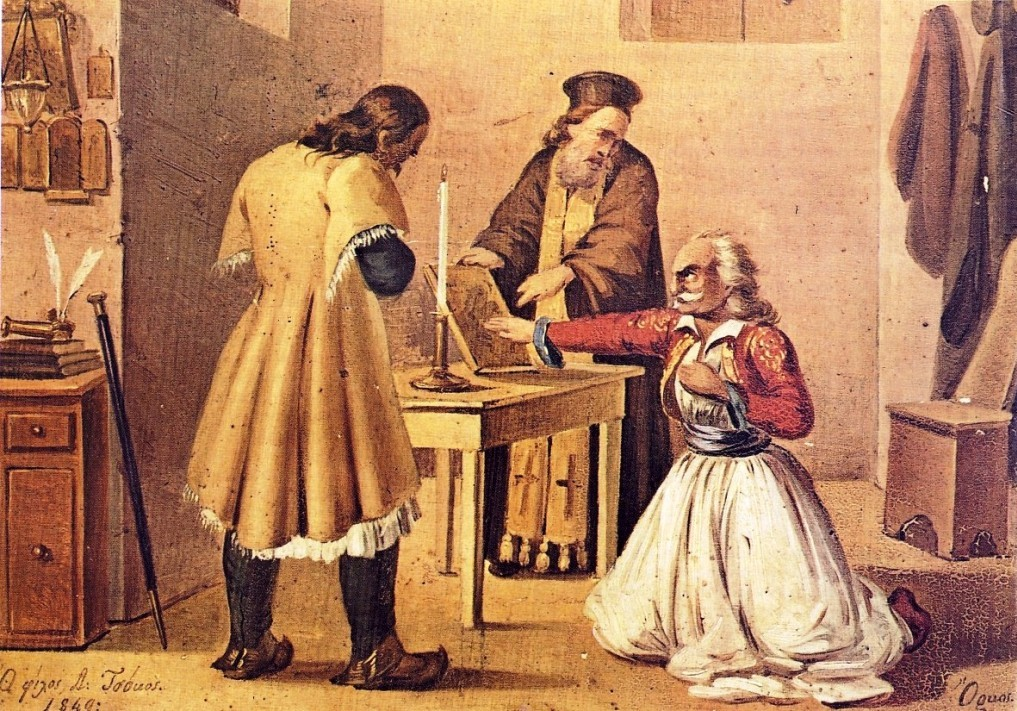
Il Giuramento (1849), di Dionysos Tsokos, illustra una cerimonia d'iniziazione.

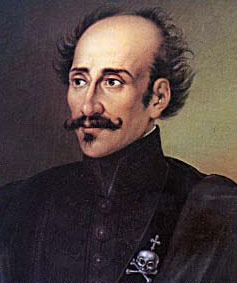
Alexandros Ypsilanti (ritratto da Dionysos Tsokos), capo della Filikí Etería durante le prime fasi della guerra d'indipendenza greca.

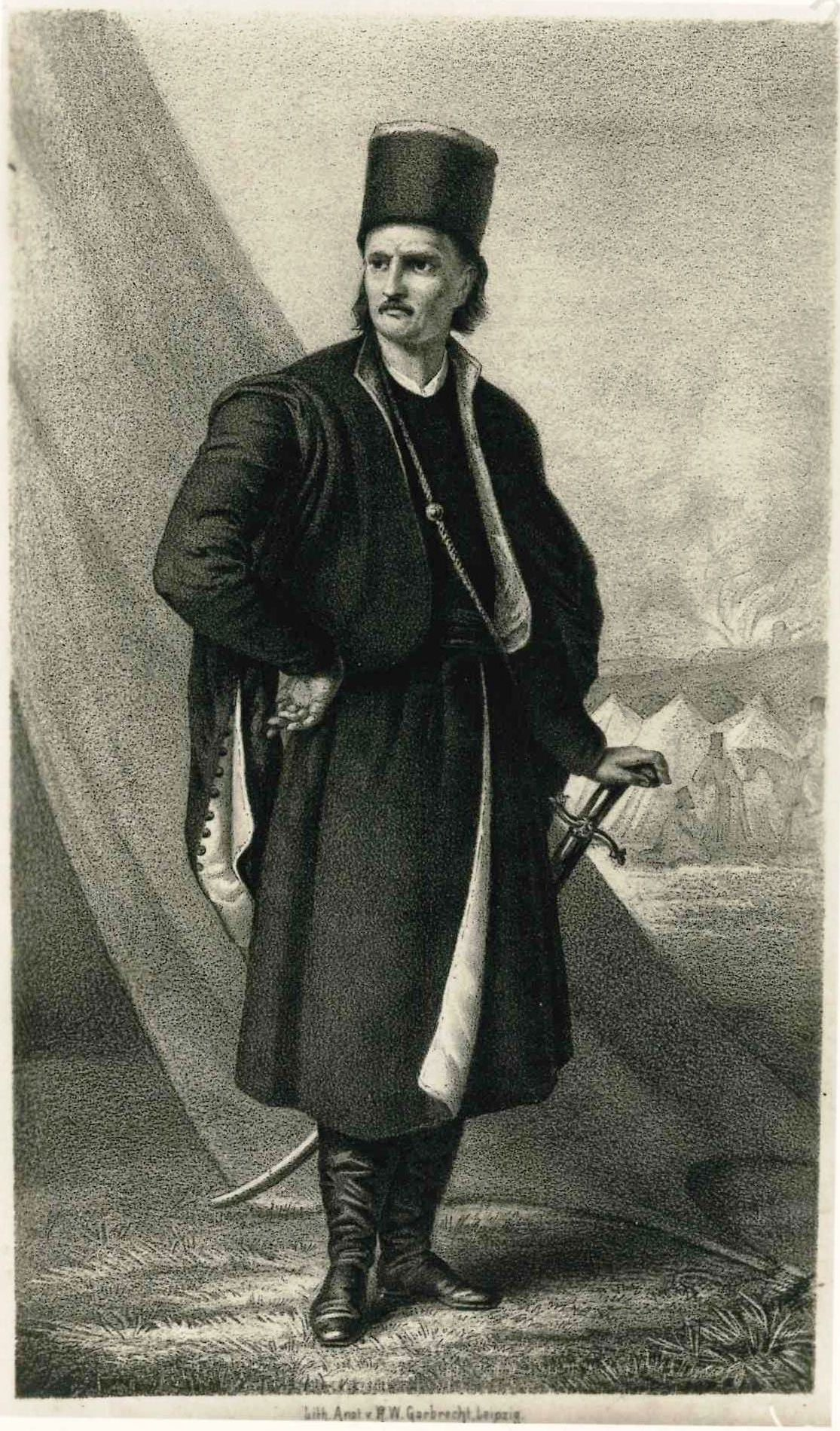
Tudor Vladimirescu, membro della Filikí Etería ed anima della rivolta anti-ottomana nei Principati danubiani.

La Filikí Etería (in greco Φιλική Εταιρεία?), Eteria degli Amici o anche Società degli Amici, fu un'associazione segreta creata a Odessa nel 1814.

## Storia
Era la più importante tra le società segrete nate dalla diffusione delle idee della Rivoluzione americana e della Rivoluzione francese, nella società rumena, serba e, soprattutto, greca, nei Balcani sotto il peso dell'occupazione ottomana: vi nacquero la Frăția (Fraternità) nei principati di Moldavia e di Valacchia, la Skoupchina (Assemblea) serba di Miloš Obrenović e, soprattutto, la Filikí Etería, il cui obiettivo era l'indipendenza della Grecia ottomana.
La Filikí Etería fu tanto una manifestazione del sentimento nazionale greco quanto la causa che trasformò quel sentimento in insurrezione nazionale.
L'associazione conobbe degli esordi difficili, sia sul piano finanziario che del reclutamento. Se essa non riuscì a convincere Ioánnis Kapodístrias a prenderne il comando, sarà invece Alessandro Ypsilanti ad accettare nell'aprile del 1820.
L'associazione ebbe un ruolo fondamentale nella preparazione e nella dinamica della guerra di indipendenza greca. Fu per iniziativa della Filikí Etería che la sollevazione si innescò anche nei principati di Moldavia e Valacchia e nel Peloponneso. Il 1º gennaio 1822 del calendario giuliano, l'indipendenza greca fu proclamata dalla prima Assemblea nazionale riunita a Epidauro. Quindici giorni più tardi, il vessillo dell'Eteria fu rimpiazzato dalla bandiera bianca e blu della Grecia indipendente. La società segreta era nei fatti disciolta.

## Origine e influenze
In Grecia, gli echi della Rivoluzione francese solleveranno gli entusiasmi degli intellettuali e sveglieranno il desiderio di indipendenza. Il poeta Rigas Feraios, di origine contadina, moltiplicò le opere letterarie e politiche. Alla fine degli studi, Rigas entrò al servizio dei Phanariotes che regnavano sui principati di Moldavia e di Valacchia. Poi, al servizio di un nobile austriaco, visse a Vienna dove frequentò la comunità greca. Il suo Thourios (Canto di guerra) del 1797 contiene un giuramento contro la tirannia e un appello a tutti i popoli dei Balcani a lottare contro di essa. Redasse anche un progetto costituzionale per la Grecia e per una confederazione balcanica. Affiliato alla Massoneria, ebbe l'idea di fondare una società segreta operante per l'indipendenza della Grecia, e dei Balcani in generale, contando sull'intervento di Napoleone dopo le sue vittorie nella campagna d'Italia. Tentò anche di contattarlo a Venezia, nel 1797, appena poco prima di essere arrestato e giustiziato nel 1798. Sembra che abbia creato un'Eteria a Vienna, negli anni novanta del 1700.
Nel 1809, alcuni greci stabilitisi a Parigi organizzarono una società di mutuo soccorso per la comunità greca residente in Francia. Il simbolo di appartenenza era costituito da un anello d'oro recante incisi i simboli dell'associazione. Ne fu membro Athanásios Tsákalov, tra i futuri fondatori della Filikí Etería. Vi era un'altra società ad utilizzare un anello come segno distintivo: era l''Eteria dei Filomusi (Φiλόμουσος Εταιρεία), il cui scopo era la conservazione delle antichità greche e l'elevazione intellettuale e morale del popolo. Questa associazione di "amici delle Muse", o "amici delle Arti", ebbe un rapido sviluppo in Grecia e all'estero. Riuscì a reclutare adepti anche tra i partecipanti al Congresso di Vienna e annoverò, tra i più generosi finanziatori, perfino lo Zar Alessandro I di Russia, la cui generosità sarà alla base dell'atteggiamento ambiguo tenuto in seguito dalla Filikí Etería in relazione all'appoggio del sovrano russo. I membri dell'Eteria dei Filomusi portavano un anello d'oro, mentre un anello in bronzo distingueva i donatori.
Emmanuel Xánthos, che sarà un altro dei futuri fondatori della società, fu iniziato alla Massoneria nel 1813, durante un soggiorno a Leucade. Fu l'iniziazione massonica a far nascere in lui l'ispirazione per una società segreta che si prendesse il compito di riunire «tutti i kapitanioi degli Armatoli (una milizia greca, n.d.r.) e gli altri leader di tutte le classi di greci, in Grecia o altrove, con l'obiettivo finale di liberare la patria».
La Filikí Etería fu fondata a Odessa, il 14 settembre 1814, da Nikolaos Skoufas, Athanásios Tsákalov e Emmanuel Xánthos.

## Organizzazione

### Gerarchia e iniziazione
A seconda delle diverse fonti, i membri erano ripartiti in tre, cinque o sette classi:

1. Fratelli (αδελφοποιητοί o βλάμηδες), per i membri analfabeti;

2. Associati o Raccomandati (συστημένοι) per gli acculturati;

3. Sacerdoti (ιερείς), i cui membri potevano cooptare membri ai due livelli inferiori;

4. Pastori (ποιμένες), che raccoglieva spesso i membri più ricchi;

5. Arcipastori (άρχιποίμενες);

6. Iniziati;

7. Strateghi (o Capi) degli Iniziati;
Solo gli Iniziati e gli Strateghi avevano la prerogativa del comando militare.
Vi era poi un organo segreto, il 'Direttorio Invisibile' (Αόρατη Αρχή) che, all'inizio, era costituito dai soli tre soci fondatori, Nikólaos Skoúphas, Athanásios Tsákalov e Emmanuel Xánthos, ma a cui altri si aggiungeranno in seguito. Il principale vantaggio dell'invisibilità era quello di alimentare indiscrezioni sul conto dei componenti. Così, si poteva anche far trapelare la voce secondo cui a capo dell'Eteria vi fosse lo Zar Alessandro I di Russia.
Il rituale di iniziazione era ispirato al modello massonico. Ogni nuovo membro doveva prestare giuramento sulla fede ortodossa e sulle icone sacre, ma il Sacerdote officiante spiegava che l'ammissione del nuovo membro avveniva «in virtù del potere che gli era stato conferito dai gran sacerdoti dei Misteri eleusini». Un'altra forma di iniziazione sarebbe stata ispirata a quella in uso presso gli Albanesi: due uomini che desideravano diventare fratelli si scambiavano le armi intorno a un altare e si stringevano le mani, pronunciando la formula «La tua vita è la mia vita, e la tua anima è la mia anima», giurando di proteggere la famiglia e la casa dell'altro durante l'assenza di lui.

Nelle sue Memorie, Giovanni Macrijanni racconta l'iniziazione ricevuta da un pope, tesoriere dell'Eteria, tra il 1819 e il 1820. Sembra che sia consistita in un semplice giuramento su delle icone, accompagnato dal voto di non rivelare nulla, né della società, né dei segni distintivi dei suoi membri.
Se a un Fratello non era chiesto altro che un fucile e cinquanta cartucce, i συστημένοι dovevano portare inveceun segno distintivo costituito da una croce sovrastante la mezzaluna, simbolo dell'Impero ottomano. Gli si pronunciava questo discorso: «Combatti per la Fede e per la Patria; impegnati a detestare, a perseguitare e a sterminare i nemici della religione nazionale e della tua patria.» Il fine esoterico della società, la liberazione della Grecia, non veniva rivelato se non a partire dagli affiliati di rango sacerdotale, mentre tutti i membri erano consapevoli di dover combattere i Turchi.
Lo Stratego riceveva una spada e gli si rivolgeva così: «La Patria te ne fa dono affinché tu te ne serva per Lei.». I membri della classe dei Sacerdoti erano molto numerosi. Questo grado era uno dei più interessanti: dava diritto a far proseliti e a conferire ad altri membri il grado di Sacerdote, ma la quota sociale non era così elevata, né così regolare come per i gradi superiori.

### Segretezza dell'organizzazione
La sorte subita da Rigas Feraios era servita da lezione. Il segreto assoluto divenne la regola di funzionamento. Tutti i documenti emessi dall'Eteria erano crittografati, utilizzando diversi codici. I diplomi di appartenenza erano codificati con una semplice sostituzione: 2 stava per Θ; 8 sostituiva le lettere Ω e Ο; 9 indicava Π; ecc. Altri codici erano invece più complessi tanto che alcuni di essi non sono stati ancora decifrati. I membri non erano conosciuti se non attraverso dei numeri (Theódoros Kolokotrónis, ad esempio, era il 118) o mediante un soprannome («Il bravo cacciatore»; « Il nobile »; « Il poltrone »; ecc.). Le parole utilizzate nella preparazione dell'insurrezione generale erano anch'esse dissimulate: «elefante» per «grande bastimento»; «cavallo» per «piccola imbarcazione»; «ballerini» per «banda di pallikares»; «adulterio» per «assassinio»; «gli uomini duri» per «gli Inglesi»; «gli accovacciati» per «i Turchi» e «i valorosi» per «i Greci», ecc..

### Finanziamento
L'adesione all'Eteria implicava l'obbligo di contribuirne al finanziamento. Per i più poveri era richiesta solo una piccola somma al momento dell'iniziazione, accompagnata da una lettera in cui si spiegava (nel caso le autorità ottomane se ne fossero impadronite) che quella somma era destinata ad un amico che non si vedeva da tempo e che versava in stato di bisogno. Per i più ricchi, la lettera giustificava la donazione con la volontà di partecipare al finanziamento della scuola del villaggio natio, del quale avvertivano la nostalgia dal loro esilio europeo.. In ragione dello scarso proselitismo dei primi anni, anche il finanziamento fu altrettanto basso. Oltre a questo, tutti i membri dell'associazione, almeno fino al grado di Fratello, dovevano avere a loro disposizione un fucile con cinquanta cartucce..
Le somme riscosse al momento dell'adesione variavano in funzione delle fortune individuali. Alessandro Mavrocordato, di origine fanariota, conferì all'associazione 1 000 fiorini nell'ottobre 1816; Panayiotis Sekéris donò 10 000 piastre (o grossia) all'atto dell'iniziazione nel maggio 1818, che fu seguita da una nuova donazione durante l'estate. Altri membri, come N. Speliádes (settembre 1816) o Ch. Perrhaivos (marzo 1817), verseranno solamente un fiorino mentre Gregorios Papaflessas (giugno 1818) 10 grossia.

### Membri
Vedi anche: Membri della Filikí Etería
Lo studio di alcuni documenti, liste e memorie, permette di ripercorrere l'evoluzione del reclutamento e di fare qualche statistica, da considerarsi comunque provvisoria. Ma, così facendo, emergono le prime difficoltà: 20 membri nel 1816 e 42 nel 1817; nell'estate del 1818, i membri non erano che 51; 311 nuovi membri furono iniziati tra il giugno 1818 e il giugno 1819, ma solo 90 furono le cooptazioni nella seconda metà del 1819.

Le statistiche ci danno anche qualche ragguaglio sul profilo dei membri. Nel 1819, la Filikí Etería aveva 452 membri, di cui 153 commercianti e armatori, 60 notabili, 36 soldati, 24 ecclesiastici, 23 membri di un'amministrazione, 22 insegnanti e studenti, 16 membri di varie professioni liberali, 10 medici, 4 avvocati e 104 di cui era ignota l'occupazione. Così, il 44% apparteneva alla classe mercantile e il 41% alla burocrazia o all'Intellighenzia.

Trentasei membri erano dalla Russia, 25 dai principati Moldavia e Valacchia, 62 da Costantinopoli, 125 dal Peloponneso, 25 dalle Isole egee e 41 dalle Isole ionie (dove le adesioni aumenteranno dopo una visita di Kapodístrias). Cinquantasette adesioni venivano da diversi altri luoghi (Italia, Egitto, Siria, ecc.) mentre di 81 non si conosce l'origine. I membri, nei primi anni, furono in prevalenza giovani, ma la percentuale in seguito diminuirà: nel 1818 più del 70% dei membri aveva meno di 40 anni, mentre nel 1819 essi rappresenteranno meno della metà.
All'inizio dell'insurrezione, secondo D. Brewer, l'Eteria contava 1 093 membri Ma Brunet de Presle e Alexandre Blanchet, forniscono una cifra di 200 000 affiliati, dato esageratamente alto per poter avere un reale fondamento. Ma lo scarto tra le due fonti rimane comunque sorprendente: forse Brewer tiene conto dei soli membri più importanti, mentre Brunet e Blanchet includono nel novero anche tutto il clan familiare di ciascun membro. I tre quarti di essi vivevano al di fuori della Grecia mentre la metà risiedeva in Russia, Moldavia e Valacchia. Più della metà aveva un'attività commerciale: mercanti, impiegati nel commercio e capitani di navi. Intellettuali (insegnanti e istitutori, medici, ecc.) e «Primati» (proprietari terrieri) messi insieme, non rappresentavano che il 10% dei membri, così come i militari e i membri del clero che superavano, assieme, a mala pena il 10%. Non vi erano poi che sei contadini.
Il Patriarca ecumenico di Costantinopoli Gregorio V fu avvicinato durante una sua visita al Monte Athos. In quell'occasione oppose un rifiuto, ma avrebbe poi fornito, nel giugno 1819, un contributo di 45 000 piastre per « costruire una scuola » nella penisola di Mani. Che fosse per una costruzione reale, o si trattasse invece di un contributo all'Eteria, essa servì comunque da prova alle autorità ottomane. Questa sua possibile implicazione nell'Eteria fu una delle accuse mossegli nell'aprile 1821, prima della sua esecuzione,.

### Difficoltà degli esordi
L'associazione ebbe un avvio faticoso; nel 1816 soli venti nuovi membri erano stati reclutati e, nel 1817, la cifra non raggiungeva ancora i quarantadue: qualche socio in Italia, uno a Vienna, ma nessuno nelle grandi città della diaspora mercantile greca, Londra, Parigi, Marsiglia o Amsterdam. In effetti, i fondatori non facevano realmente parte della classe mercantile più prospera. Non erano abbastanza ricchi da disporre della considerazione e della rete della diaspora. I primi reclutati poi, ricchi non lo erano per niente: furono definiti da Ioánnis Kapodístrias come «miserabili impiegati di commercio».
A settembre del 1814, i tre soci fondatori si divisero: Xánthos fece ritorno a Costantinopoli mentre Skoúphas e Tsákalov partirono per Mosca. In ottobre vi reclutarono Georgios Sekéris, il cui fratello, Panayiotis, fu in seguito uno dei principali contributori. Skoúphas ritornò in seguito a Odessa dove riuscì a iniziare quattro capitani greci dell'esercito russo. Avevano servito fin dai tempi della sovranità russa sulla Repubblica delle Sette Isole Ioniche. Facevano rotta verso San Pietroburgo per riscuotere il soldo arretrato servendosi dell'influenza di Kapodístrias. Uno di questi quattro capitani, Anagnostarás, fu uno dei più efficaci reclutatori dell'Eteria: fu in grado, da solo, di cooptare 49 nuovi membri prima dell'inizio della guerra d'indipendenza. Skoúphas reclutò anche, a quel tempo, Nikólaos Galátis, originario di Itaca, che pretendeva di esser Conte e di avere ascolto da Capodistria.

### Cambio di strategia
Nell'inverno 1817-1818, i tre fondatori riuniti a Costantinopoli erano vicini a decidere lo scioglimento dell'associazione ma, alla fine, si accorderanno invece per una razionalizzazione dell'attività. I tre non si erano praticamente mai trovati insieme nello stesso paese da quando l'Eteria era stata fondata. Si erano così dispersi in tutti i luoghi d'Europa. Decisero di stabilire il quartier generale dell'associazione a Costantinopoli, la capitale di quell'impero ottomano che progettavano di abbattere ma, soprattutto, il luogo dove la polizia politica era meno efficace che in Russia o nei Territori austro-ungarici. Si risolsero, innanzitutto, a concentrare le attività e il reclutamento nella stessa Grecia. I quattro capitani iniziati a Odessa furono messi all'opera. Anagnostarás fu inviato a Idra, Spetses nel Peloponneso, un secondo nel nord-est della Grecia e gli ultimi due nella penisola di Mani. La razionalizzazione passò inoltre per la creazione di eforie nelle principali città europee e orientali. Ciascuna eforia disponeva di propri tesorieri (i più ricchi membri commercianti della città) ed era in collegamento con il quartier generale di Costantinopoli, che si faceva carico di dirigerle e coordinarle. Ioànnina, Bucarest, Trieste, Jassy, Mosca, Pest diventeranno sedi di eforie, tanto come Smirne, Chios, Samos, Calamata o Missolonghi e altre ancora.
I problemi finanziari furono risolti da due donazioni di Panayiotis Sekéris (35 000 piastre in totale). In seguito egli promise di impegnare tutte le sue fortune patrimoniali al servizio della «causa». Fu cooptato come membro del Direttorio Invisibile.
Il 31 luglio 1818 l'Etería fu tuttavia scossa dalla morte di uno dei suoi fondatori, Nikólaos Skoúphas.

### Lo smacco del fallito reclutamento di Giovanni Capodistria

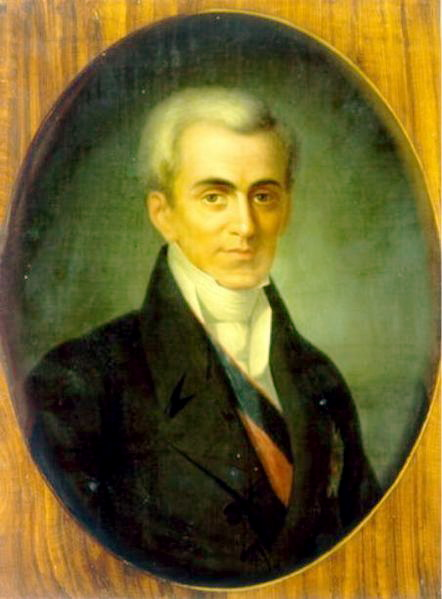
Giovanni Capodistria

La successiva tappa fu la ricerca di un capo carismatico cui potersi appellare e in grado di apportare il sostegno di una grande nazione. La scelta si indirizzò su Giovanni Capodistria e Xánthos fu inviato a San Pietroburgo nel tentativo di convincerlo. Proveniente da una ricca famiglia di Corfù, membro del governo della Repubblica delle Sette Isole Unite ed estensore della costituzione, Capodistria si era fato notare ai tempi dell'occupazione russa dell'arcipelago ed era entrato nella diplomazia fino a diventare Ministro, associato con Karl Robert von Nesselrode.
Tuttavia, già nel 1817, era stato Nikólaos Galátis ad avvicinare Kapodístrias a San Pietroburgo e a proporgli di mettersi a capo dell'Eteria. Ne aveva ricevuto un rifiuto categorico. Galátis si era infatti già screditato nella capitale russa: l'alto tenore di vita da lui tenuto, era dovuto solo a numerosi prestiti che non si curava mai di onorar; frequentava dei cospiratori comunemente noti; affermava di avere a sua disposizione un migliaio di uomini e si diceva pronto, appena ne avesse ricevuto l'ordine, ad assassinare lo Zar. Tutto ciò non poteva giocare a suo favore nei confronti di un ministro dell'Imperatore delle Russie. Galátis fece allora ritorno nelle province danubiane dove riuscì ad affiliare numerosi membri. Nel 1818 arrivò a Costantinopoli dove tentò di estorcere denaro ai tre fondatori, dietro minaccia di una denuncia alle autorità. Fu convinto a recarsi nel Mani per reclutarvi nuovi affiliati per l'Eteria e Tsákalov lo accompagnò. Si fermarono in Argolide, presso Ermione dove Galátis fu vittima di un «adulterio» – un assassinio, nelle loro comunicazioni in codice – il primo nella storia dell'Eteria.
Xánthos era stato preceduto nel 1819 anche da Kamárinos, inviato dal maniota Petrobey Mavromichalis. Kamárinos era latore di una missiva con cui si chiedeva a Capodistria di partecipare al «finanziamento di una scuola» nel Mani e di un messaggio verbale con cui gli si offriva di prendere la guida dell'Eteria. Il diniego di Capodistria colpì talmente Kamárinos che non poté fare a meno di parlarne fin quando fece al ritorno a Costantinopoli per informarne il quartier generale. Dovette aver parlato fin troppo, se anch'egli fu vittima di un «adulterio».
I brutali e repentini assassinii di Galátis e Kamárinos potrebbero essere anche spiegati altrimenti, con il fatto che i due sapessero troppo, soprattutto sul fallito tentativo di coinvolgere Capodistria, proprio quando trapelavano indiscrezioni che lo davano invece per membro del Direttorio Invisibile, e quindi garante del sostegno della potenza russa all'Eteria.
Emmanuel Xánthos, sulla carta, aveva un maggior peso. Era non solo uno dei fondatori dell'Eteria ma anche uno dei dirigenti, in qualità di membro del Direttorio Invisibile. Aveva inoltre dalla sua, lui quarantottenne, il vantaggio della maturità. Disponeva infine di una lettera di presentazione scrittagli da un amico d'infanzia di Capodistria, Anthimos Gazis, allora direttore di una scuola nel Pelio. Di fronte a un nuovo possibile rifiuto di Capodistria, l'idea era di riuscire almeno, grazie alla personalità dell'emissario, a non alienarsene le simpatie, in modo da poter ottenere da lui stesso un'indicazione alternativa. Xánthos arrivò a San Pietroburgo nel gennaio 1820. Al cospetto del ministro giocò immediatamente tutte le carte a sua disposizione rivelandogli i meccanismi di funzionamento dell'organizzazione segreta. Capodistria, tuttavia, rifiutò di nuovo, soprattutto in virtù del suo rango politico di ministro dell Zar. Un secondo incontro fu organizzato dal segretario particolare di Capodistria, membro dell'Eteria ma vi fu un nuovo e stavolta definitivo rifiuto il 15 gennaio. Capodistria si dichiarò tuttavia disposto a «finanziare qualche scuola».

### Sostegno e tradimento di Ali Pasha

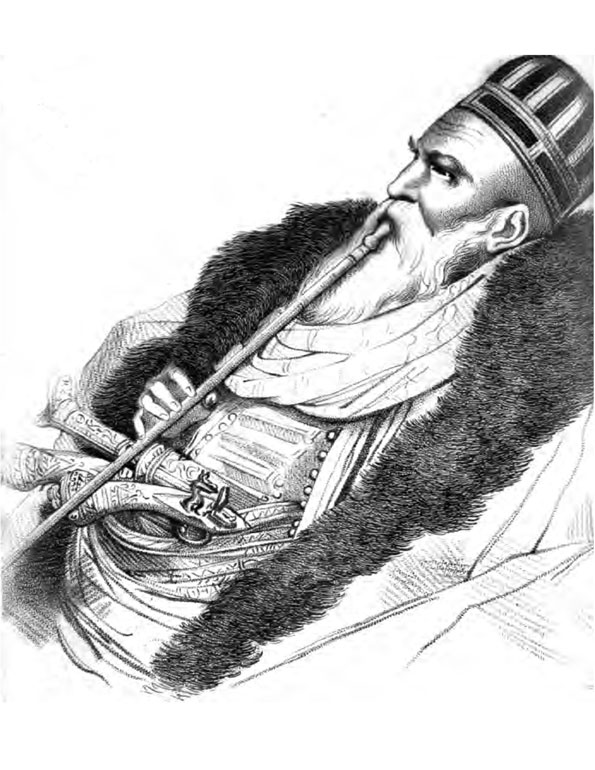
Alì Pascià di Tepeleni

All'inizio del 1820, nel Peloponneso, i membri più importanti si riunirono a Tripolizza, allora capitale politica ottomana della penisola. Essi, prima di andare oltre, volevano essere sicuri del sostegno, suggerito dal Direttorio Invisibile, della potenza russa. Designarono così uno di loro, Ioannis Paparrigopoulos, emissario presso il Direttorio Invisibile (Αρχή) e poi presso la Russia. Reclamavano al Direttorio la creazione di una eforia per la penisola, allo scopo di coordinare tutte le azioni, di obbligare gli associati, a pena di esclusione, all'obbedienza e per disporre di una tesoreria controllata dai membri più rispettabili della regione che accentrasse le sottoscrizioni dei "Fratelli" del Peloponneso e delle isole Ionie e che non spendesse risorse se non dopo accordo con il Direttorio. Desideravano anche che la corrispondenza tra il Direttorio e il Peloponneso fosse assicurata attraverso i Fratelli di Idra, isola più o meno autonoma e le cui imbarcazioni non temevano gli Ottomani.
Alì Pascià di Tepeleni aveva conosciuto l'emissario Paparrigopoulos qualche anno prima e lo invitò a fargli visita a Preveza. Desiderava rendersi totalmente indipendente dalla sovranità del Sultano ottomano, cercando degli alleati per rompere con la Sublime porta (come a volte veniva metaforicamente chiamato il governo dell'Impero ottomano). Si accostò quindi all'Eteria sperando di guadagnarsi così la benevolenza della Russia, visto che l'associazione si dichiarava sostenuta dall'Impero zarista. Dietro consiglio di Germanos, metropolita di Patrasso, Paparrigopoulos sarebbe entrato in confidenza con il pascià di Ioànnina. In cambio, Ali Pasha accordò all'Eteria il suo appoggio, insistendo affinché Paparrigopoulos ne portasse a conoscenza il Direttorio e la stessa Russia.

Ali Pascià, nel frattempo, tentò di far assassinare a Costantinopoli uno dei suoi avversari politici, Ismaël Pascià e l'insuccesso comportò la rottura tra Ali Pascià e la Sublime Porta. Il 23 marzo 1820 annunciò apertamente che si sarebbe fatto liberatore dei greci. Paparrigopoulos, dopo i fatti di Costantinopoli, gli comunicò il sostegno dell'Eteria. Il Sultano inviò dapprima Ismaël Pascià, quindi Hursid Pascià, governatore del Peloponneso, alla testa di migliaia di armati arruolati nelle varie province dell'Impero, per debellare la ribellione del suo sottoposto. Dei pallikares greci, comandati da membri dell'Eteria come Odysseas Androutsos, combatterono dalla parte di Ali Pascià. La mobilitazione di truppe ottomane in Epiro andava anche incontro alle intenzioni dell'Eteria: rimanevano in questo modo sguarnite le altre province, e i combattimenti per la liberazione potevano più facilmente avervi luogo. Tuttavia, nel gennaio 1821, volendo rientrare nelle grazie del Sultano, Ali Pasha denunciò l'Eteria e i suoi membri in alcune lettere indirizzate a Costantinopoli. Il suo tradimento fu uno dei  numerosi elementi che contribuiranno ad informare la Sublime Porta sulle trame che si ordivano, obbligando l'Eteria ad accelerare il naturale corso degli avvenimenti. Nonostante tutto, le truppe ottomane rimasero concentrate attorno a Ioànnina lasciando campo libero nelle altre province.

### La guerra d'indipendenza greca

#### Il reclutamento di Alessandro Ypsilántis
Alessandro Ypsilántis era un'altra possibilità. Aiutante di campo dello Zar, aveva perduto un braccio durante la battaglia di Dresda e i suoi due fratelli erano già membri dell'Eteria. Xánthos tenne con lui un approccio prudente, nel timore di vedersi opporre un altro rifiuto, un'eventualità considerata catastrofica. Durante un primo incontro, evocò le sorti dei Greci sotto il giogo ottomano, lasciandogli il tempo di riflettere e di chiedersi cosa egli potesse fare per alleviare il malessere dei compatrioti. Solo l'indomani la questione gli fu posta direttamente e Ypsilántis accettò con entusiasmo. Come testimoniato dal documento sottoscritto il 24 aprile 1820, ciò di cui assunse il comando era la Ellinikí Etería (Eteria dei Greci), e non la Filikí Etería. Dietro quella sigla, vi era ancora l'Eteria degli Amici, divenuta ormai nazionale sotto quel diverso nome. Da ciò deriva a volte l'ambiguità storiografia che vorrebbe di Ypsilántis il capo del solo «braccio armato» dell'Eteria.
Ypsilántis lasciò allora il servizio sotto lo zar, con il pretesto ufficiale di un soggiorno termale in Bessarabia. Egli raccontava, e con lui anche i suoi biografi ottocenteschi, che prima di lasciare San Pietroburgo si sarebbe recato a Carskoe Selo e vi avrebbe incontrato lo Zar, sulle cui spalle avrebbe pianto la sorte dei Greci. Lo Zar gli avrebbe allora promesso: «Che una levata di scudi si alzi in Grecia e i miei cosacchi andranno ad aiutarla.» Paparrigopoulos, ancora incaricato dal Peloponneso di assicurarsi l'appoggio russo, e Ypsilántis, che cominciava a dubitare della capacità militare degli "eteristi", si incontrarono a Odessa durante l'estate 1820. L'aiutante di campo dello Zar avrebbe allora raccontato il suo toccante colloquio con il sovrano. Quanto a lui, Paparrigopoulos avrebbe utilizzato una firma in bianco che gli era stata affidata, sottoscritta dai membri più in vista della penisola, per fabbricarsi alla bisogna un documento con cui diradare i dubbi di Ypsilántis sulla consistenza militare dell'organizzazione: si trattava di una lista dettagliata (ma inventata) di armi, munizioni e idonee dotazioni finanziarie. Fu così che Ypsilántis si persuase fermamente, ma a torto, che 25 000 uomini erano già in armi nel Peloponneso e che Tripolizza, la capitale ottomana, era già praticamente in mano ai Greci.

#### Lo scoppio dell'insurrezione
Il 7 ottobre 1820, per iniziativa del pope Gregorios Papaflessas ebbe luogo a Izmaïl, in Bessarabia, una riunione dell'Eteria, durante la quale fu deciso di far precipitare il corso degli eventi. Per far questo fu messo a punto un piano. Ypsilántis, capo dell'Eteria, doveva recarsi nel Peloponneso per proclamarvi l'insurrezione; Papaphléssas, invece, doveva precederlo a preparare il terreno. Da Argo, in dicembre, inviò ai vari capi militari nella penisola delle lettere per avvisarli dell'imminenza della sollevazione.
Fu suggerito anche un altro piano. Si propose ad Ypsilántis di attaccare i Turchi a partire dai due principati di Moldavia e Valacchia che gli eteristi riuniti a Izmail sapevano acquisiti alla loro causa. In questo modo i rivoltosi si sarebbero trovati allo stesso tempo a fianco dei loro principi (o hospodari) fanarioti, e a fianco della società locale, che aveva fornito l'armata dei Panduri (truppe irregolari, l'equivalente rumeno dei Pallikares greci), arruolata da un eterista valacco, Tudor Vladimirescu. Vassallo della Sublime Porta, ma favorevole alla causa greca, l'hospodar di Moldavia, Mihail Suțu, era egli stesso un membro dell'Eteria. L'amministrazione dei Fanarioti, in cui i greci erano numerosi, era anch'essa in gran parte affiliata all'Eteria, così come numerosi mercanti greci. Inoltre, questi principati ortodossi, vassalli ma autonomi, privi al loro interno di comunità musulmane, non erano difesi se non da qualche centinaio di soldati turchi, essendo tutti gli altri mobilitati contro Ali Pascià di Ioànnina. Da lungo tempo quei territori erano vagheggiati dall'Impero russo, che si era già impadronito di metà della Moldavia (la Bessarabia) nel conflitto con i Turchi del 1812. Proclamarvi l'insurrezione non poteva che incontrare la soddisfazione dello Zar e acquisire così il suo definitivo sostegno. Infine, i trattati tra l'Impero russo e quello ottomano impedivano alla Sublime Porta l'invio di truppe nelle province danubiane senza il consenso di San Pietroburgo. Si presentavano tutte le condizioni per fare di quei territori un obiettivo primario.

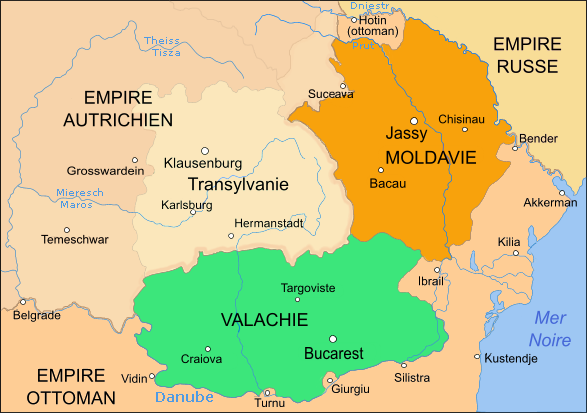
I Principati di Moldavia e Valacchia, all'inizio del XIX secolo.

A fine gennaio 1821, furono catturati in Serbia e a Salonicco due agenti di Ypsilántis, latori di dispacci concernenti l'insurrezione e sottoscritti di suo pugno. Rischiava di essere richiamato dallo Zar e bisognava quindi imprimere un'accelerazione agli eventi. Il 16 febbraio 1821, a Chișinău, Ypsilántis fissò al 25 marzo la data definitiva dell'insurrezione per la Grecia stessa. Oltrepassò il corso del fiume Prut il 22 febbraio, innescando al contempo il sollevamento nei principati della regione moldava e della Valacchia.

#### La rivolta del 1821 In Moldavia e Valacchia
Le recenti interpretazioni storiografiche degli avvenimenti divergono. In Romania, si evoca una rivoluzione nazionale romena «tradita dai Greci», e in Grecia si parla di un movimento insurrezionale dei Greci delle «province danubiane». Si trattava infatti di una serie complessa di operazioni in cui gli interessi degli uni e degli altri furono talvolta convergenti, e talaltra divergenti. Il voivoda fanariota del Principato di Moldavia, Mihail Suțu (Soutzos), era membro dell'Eteria e favorevole alla sollevazione, ma, prudentemente, giocò su entrambi i tavoli: informò il suo ambasciatore a Costantinopoli dell'imminenza dell'attacco di Ypsilánti e gli ingiunse di chiedere istruzioni al Sultano, suo suzerain. Così, se la rivolta fosse naufragata, non si sarebbe trovato privo di copertura. Se invece fosse riuscita, non si sarebbe dato la pena di seguire le istruzioni ricevute dal Sultano.
Alla vigilia dell'entrata di Ypsilánti in Moldavia dal porto di Galați, Vasílios Karaviás, principale esponente locale dell'Eteria, riunì gli altri membri e i suoi fidati. Annunciò loro che era ormai prossimo lo scoppio della rivolta e che bisognava cogliere di sorpresa la piccola guarnigione ottomana incaricata di presidiare. Quella, nei fatti, fu prontamente annientata. Dopodiché, Karaviás, intravvedendovi un mezzo per arricchirsi, ordinò agli eteristi il massacro dei commercianti turchi della città per impadronirsi dei loro beni. Karaviás divenne in seguito uno dei due comandanti di battaglione delle truppe di Ypsilánti. Ugualmente, quando il 6 marzo gli Eteristi, acclamati dalla folla, entrarono nella capitale moldava Jassy, Ypsilántis, che aveva gran bisogno di fondi per pagare le sue truppe, esigette un'«imposta rivoluzionaria» sui cittadini più facoltosi e sottrasse somme importanti ad un banchiere greco della città, accampando il pretesto che egli aveva occultato (forse volontariamente) delle somme destinate all'Eteria. Il 14 marzo lasciò Jassy alla testa di circa 1 600 uomini di cui 800 erano cavalieri, la maggior parte eteristi. Le truppe marciarono sulla Valacchia ma, durante il tragitto, i volontari eteristi si abbandonarono a numerosi saccheggi (la truppa aveva deciso di vivere a spese del paese) meritandosi il discredito delle popolazioni romene che iniziarono a temere il loro passaggio.
In marzo, dopo il Congresso di Lubiana, lo Zar e Capodistria condannarono la proclamazione dell'insurrezione greca; quindi Alessandro I espulse Ypsilántis dal suo esercito e gli vietò di rimettere piede sul territorio russo. Contemporaneamente, il Patriarca ecumenico di Costantinopoli, Gregorio V, lanciò un anatema contro l'Eteria come pericolo per la Chiesa ortodossa. Se questi colpi inferti al movimento non riuscirono a scoraggiare Ypsilántis, la causa invece ne soffrì. Fu abbandonato da una parte delle sue truppe, così come da Mihail Suțu, che riparò in Russia. Si stabilì il 16 aprile a Târgoviște, in Valacchia, con poco più di 600 uomini. Tra questi, aveva organizzato i più giovani e ardenti a formare un battaglione sacro, vestiti di nero e con emblema un teschio con due ossa in croce e il motto La Libertà o la morte.
L'eterista valacco Tudor Vladimirescu aveva approfittato dell'entrata di Ypsilántis nei principati rumeni per dichiarare una rivoluzione coordinata con il tentativo greco. L'accordo tra i due prevedeva che Panduri valacchi dovessere preventivamente assicurare a Ypsilántis l'attraversamento del Danubio in direzione della Grecia. Ma l'armata di Vladimirescu era minata da conflitti interni. Da un lato, certi capitani Panduri, di origine rurale, consideravano le truppe di Ypsilántis alla stregua di una banda di predoni da mettere alla porta, e avevano per obiettivo prioritario Bucarest e l'abolizione del regime dei Fanarioti. D'altro canto, molti ufficiali di Vladimirescu erano degli eteristi di alto rango, d'origine borghese, talvolta fanariota, e mal sopportavano la sua disciplina e la sua politica. Il limpido luogotenente di Vladimirescu, il greco Iorgaki Olimpiotis, denunciò di fronte alle truppe la politica di Vladimirescu, lo arrestò e lo condusse al campo di Ypsilántis dove fu giudicato prima di subire l'esecuzione il 28 maggio 1821 per tradimento dell'Eteria. La maggior parte dei Panduri, circa 3 000 uomini, si sbandò e lasciò il campo; il resto (meno di un migliaio), si unì, sotto il comando di Preda Drugănescu, ai 600 uomini di Ypsilántis. Da quel momento, la sua situazione militare era assai precaria. A metà giugno, Ypsilántis tentò di risalire verso il nord. Il 13 giugno le truppe ottomane si erano ripresa la città di Jassy in Moldavia. Marciavano verso sud ed entrarono in Valacchia, andando incontro a Ypsilántis che tentò di fuggire verso occidente. Lo scontro ebbe luogo il 19 giugno, a Drăgășani (nel distretto di Vâlcea). Là, il battaglione sacro comandato da Iorgaki Olimpiotis e da Nikolaos, fratello minore di Ypsilántis, insieme a 500 cavalieri guidati da Vasílios Karaviás, fu fatto a pezzi dalle truppe ottomane. Vasílios Karaviás e i suoi si misero in fuga. Iorgaki Olimpiotis riuscì a salvare un centinaio di uomini (tra cui si trovava Athanásios Tsákalov, uno dei fondatori della Filikí Etería) e lo stendardo dell'unità combattente. Il resto del battaglione sacro, più di 400 uomini, perì. L'unica battaglia annoverata da Ypsilántis e dall'Eteria nei principati rumeni si concludeva con una disfatta. L'armata si disaggregò ma Ypsilántis riuscì bene o male a raggiungere l'Impero austro-ungarico dove terminò quasi tutto il resto dei suoi giorni in prigione.

#### In Grecia
Papaphléssas, come già visto, era stato inviato in Grecia per preparare il terreno prima dell'arrivo di Ypsilántis e per prepararvi l'insurrezione. Malgrado i suoi studi, e la sua funzione religiosa, era un ardente sostenitore dell'azione attiva: «Abbiamo bisogno di azione! Parlare non è lavorare! Non si diventa uomini stando seduti in un club a scaldarsi alla stufa». La sua propaganda rivoluzionaria nel Peloponneso finì per inquietare gli esponenti del «notabilato» (clero e proprietari terrieri), che avevano fatto le loro fortune e acquisito il loro potere al servizio dell'occupante ottomano. Questi «primati», (proésti o prókriti in greco e koyabaşi in turco) non avevano garantito il loro sostegno all'Eteria se non per il desiderio di sostituire la loro autorità a quella ottomana. Ebbero allora paura di farsi scavalcare da personaggi e discorsi più radicali. Questi «primati», condotti da Germanos, si riunirono a Patrasso e, nell'autunno 1820, tentarono di organizzare e coordinare le attività dell'Eteria nella penisola. Paparrigopoulos tornava allora dalla sua missione. Dichiarò che la creazione dell'eforia era stata approvata dal Direttorio Invisibile e avallata da Ypsilántis. Fu creato così un comitato centrale, composto da sei membri con un presidente, Ioannis Vlasapoulos, e due tesorieri, nelle persone di Ioannis Papadiamantopoulos e Panagiotis Aovali. Queste designazioni fecero nascere dei malcontenti e l'azione del comitato fu quasi immediatamente paralizzata. Il Peloponneso fu diviso in sette governi locali o «eforati». Il risultato cercato non fu raggiunto. I discorsi moderati dei primati membri dell'Eteria alienarono all'associazione una buona parte della popolazione.
Papaphléssas diceva infatti, a chi volesse intenderlo, ma anche nei rapporti inviati a Ypsilántis, che delle armi erano immagazzinate dalla Russia a Idra; che altre armi, ovunque nel Peloponneso, erano accantonate da Greci; che i Fanarioti erano pronti ad incendiare i principali quartieri e l'arsenale di Costantinopoli; che dieci brick di Idria, con il loro aiuto, dovevano impadronirsi del Sultano e obbligarlo ad accordare l'indipendenza alla Grecia. L'eforia peloponnesiaca lo convocò il 26 gennaio 1821 a Vostitsa. Si difese mostrando le lettere dei crediti che gli aveva accordato Ypsilántis. Il consiglio centrale gli chiese comunque di cessare le sue attività e di ritirarsi in buon ordine. Fu convocata a Patrasso un'assemblea permanente degli eteristi del Peloponneso, con l'intento di designare per la regione un nuovo esponente, investito dell'autorità di Ypsilántis, oltre scegliere un nuovo emissario presso lo Zar, al fine di assicurarsi di nuovo delle intenzioni della Russia. Un tale atteggiamento non poteva però soddisfare la popolazione e i capi della rivolta.
Il segno premonitore dell'insurrezione nazionale greca fu l'attacco condotto da Nikolaos Souliotes, un membro dell'Eteria reclutato da Papaphléssas, ad alcuni messaggeri ottomani nei pressi di Agridi. In seguito, la maggior parte dei capi rivoltosi che condurranno il conflitto saranno affiliati della Filikí Etería che aveva svolto così il suo ruolo di preparatrice e coordinatrice dell'insurrezione.

### La dichiarazione di indipendenza e la fine dellaFilikí Etería
Il 15 gennaio 1822, l'Assemblea nazionale costituita ad Epidauro, dopo aver proclamato l'indipendenza (riconosciuta quasi dieci anni più tardi dalle potenze occidentali riunite nella Convenzione di Londra del 1832), abbandonò definitivamente la bandiera della Filikí Etería per adottare il blu e il bianco. Era la fine dell'Eteria dopo che essa aveva giocato il suo ruolo di protagonista nella sollevazione nazionale e nella liberazione della Grecia.

### Esplicative
1. ↑  Nel seguito dell'articolo, salvo diverso avviso, tutte le date sono da intendersi come riferite al calendario giuliano.
2. ↑  Nato nel 1779 presso Arta, e morto nel 1819, Nikólaos Skoúphas fu farmacista, segretario di commercio e cappellaio. (D. Brewer, op. cit., p. 26-27.)
3. ↑  (1788 Giànnina -1851) Dopo essere stato imprigionato da Véli, figlio di Alì Pascià di Tepeleni, Tsákalov si trasferì a Parigi dove intraprese studi di medicina. (C. W. Crawley, « John Capodistrias and the Greeks before 1821 », p. 176.). Alcune fonti lo definiscono di origine bulgare.
4. ↑  (1772 Patmos -1852) Nel 1810 era dipendente di un mercante di Odessa. Nel 1812, creò una compagnia specializzata nel commercio dell'olio d'oliva con due soci a Costantinopoli ma andò fallito. Fu iniziato alla Massoneria durante un soggiorno a Leucade. (D. Brewer, op. cit., p. 26-27.)
5. ↑  Il termine Sacerdote si riferisce in questo caso alla qualifica di membro dell'Eteria.
6. ↑  Fatte le dovute proporzioni, si può stimare la somma in poco meno di 40 000 Euro
7. ↑  Fatte le dovute proporzioni, si può stimare la somma a poco meno di 13 000 Euro.
8. ↑  Brunet de Presle e Alexandre Blanchet, op. cit., p. 422, dicono che fu iniziato come "Stratego" e che Paparrigopoulos ancora allora disponeva del titolo di generalissimo.

### Bibliografiche
1. ↑  (RO)  Florin Constantiniu, « In nome degli stessi ideali: da Bolivar a Ypsilantis e a Vladimirescu », in Magazin istoric, n° 4, 1981 (in rumeno)
2. ↑  D. Brewer, op. cit., p. 17.
3. ↑  D. Brewer, op. cit., p. 18.
4. ↑  D. Brewer, op. cit., p. 26.
5. 1 2 3 4 5  D. Brewer, op. cit., p. 27.
6. ↑  Brunet de Presle e Alexandre Blanchet, op. cit., p. 417.
7. ↑  An Index of events in the military history of the Greek nation., p. 22.
8. 1 2 3 4  C. W. Crawley, « John Capodistrias and the Greeks before 1821 », p. 179.
9. 1 2 3 4  Brunet de Presle e Alexandre Blanchet, op. cit., p. 418.
10. 1 2 3  Solo secondo Brunet de Presle e Alexandre Blanchet, op. cit., p. 418.
11. ↑  Secondo D. Brewer, p. 27. e Crawley, p. 179.
12. 1 2  Spiridon Trikoupis, Histoire de l'insurrection grecque., tome I, p. 24.
13. 1 2  Brunet de Presle e Alexandre Blanchet, op. cit., p. 419.
14. ↑  Général Makriyánnis, Mémoires., Introduction de Pierre Vidal-Naquet, Albin Michel, 1987. ISBN 2-226-02796-3, p. 84-85.
15. 1 2  D. Brewer, op. cit., p. 28.
16. 1 2 3 4  D. Brewer, op. cit., p. 29.
17. ↑  Traian Stoianovich, « The Conquering Balkan Orthodox Merchant », The Journal of Economic History, vol. 20, n° 2. (juin 1960), p. 308.
18. 1 2  D. Brewer, op. cit., p. 35.
19. 1 2  Brunet de Presle e Alexandre Blanchet, op. cit., p. 422.
20. 1 2  C. W. Crawley, « John Capodistrias and the Greeks before 1821 », p. 180.
21. ↑  D. Brewer, op. cit., p. 108-109.
22. ↑  Brunet de Presle e Alexandre Blanchet, op. cit., p. 440-441.
23. 1 2  D. Brewer, op. cit., p. 30.
24. 1 2 3  D. Brewer, op. cit., p. 32.
25. 1 2 3 4  An Index of events in the military history of the Greek nation., p. 23.
26. 1 2  D. Brewer, op. cit., p. 31.
27. 1 2  D. Brewer, op. cit., p. 33.
28. 1 2  D. Brewer, op. cit., p. 34.
29. 1 2  Brunet de Presle e Alexandre Blanchet, op. cit., p. 421.
30. ↑  D. Brewer, op. cit., p. 46-48.
31. 1 2  Brunet de Presle e Alexandre Blanchet, op. cit., p. 425.
32. 1 2 3  Brunet de Presle e Alexandre Blanchet, op. cit., p. 423.
33. 1 2 3  Brunet de Presle e Alexandre Blanchet, op. cit., p. 424
34. ↑  (RO)  Mihai Cioranu, « Gli esordi della rivoluzione del 1821 », in N. Iorga, Fonti contemporanee della rivoluzione del 1821 (in rumeno), Ed. dell'Accademia rumena (Edizione del centenario), Bucarest, 1921, p. 230.
35. ↑  An Index of events in the military history of the Greek nation., p. 24.
36. ↑  F. G. Laurençon, Nouvelles observations sur la Valachie, Parigi, 1828, p. 61, William Wilkinson, An Account of the Principalities of Wallachia and Moldavia, Londra, 1820, p. 155, e C. D. Aricescu, Istoria revoluțiunii de la 1821, Craiova, 1844.
37. ↑  D. Brewer, op. cit., p. 52.
38. 1 2  D. Brewer, op. cit., p. 54.
39. ↑  W. A. Phillips, op. cit., p. 33.
40. ↑  Brunet de Presle e Alexandre Blanchet, op. cit., p. 432
41. ↑  Documente privind istoria României: răscoala din 1821 (Documenti sulla storia della Romania: la rivolta del 1821), Bucarest, ed. Stiințifică, 1959 – 1962, vol. I, p. 205-208
42. ↑  W. A. Phillips, op. cit., p. 37.
43. ↑  Brunet de Presle e Alexandre Blanchet, op. cit., p. 432 e 434.
44. ↑  C. D. Aricescu, Actes justificatifs de la révolution valaque de 1821, Craiova, 1874, p.121-122
45. ↑  D. Brewer, op. cit., p. 58.
46. ↑  An Index of events in the military history of the Greek nation., p. 34.
47. ↑  D. Brewer, op. cit., p. 58-59.
48. ↑  D. Brewer, op. cit., p. 66.
49. ↑  W. A. Phillips, op. cit., p. 46.
50. ↑  An Index of events in the military history of the Greek nation., p. 25.
51. ↑  An Index of events in the military history of the Greek nation., p. 39.